# Dominic Thiem
Dominic Thiem (* 3. September 1993 in Wiener Neustadt) ist ein ehemaliger österreichischer Tennisspieler.
Er erreichte in der Weltrangliste Platz 3 und ist damit nach Thomas Muster und Jürgen Melzer der dritte Österreicher, dem der Sprung in die Top Ten gelang. Sein größter Erfolg war der Gewinn der US Open 2020 im Einzel. Er wurde der erste Österreicher, der dieses Turnier gewinnen konnte, und nach Musters French-Open-Sieg 1995 der zweite österreichische Grand-Slam-Sieger im Einzel.

## Werdegang

### Jugendjahre
Thiem stammt aus Lichtenwörth und begann im Alter von vier Jahren mit dem Tennisspielen. Von 2008 bis 2011 spielte er auf der ITF Junior Tour und konnte dort im Juli 2009 erstmals ein Turnier gewinnen. Mehrfach kam es bei den Junioren zum Duell mit seinem Landsmann Patrick Ofner, gegen den er insgesamt drei Finals gewinnen konnte, sich aber auch zweimal im Halbfinale geschlagen geben musste. Auch gegen den späteren Top-5-Spieler Daniil Medwedew gewann er auf Juniorenebene 2011 ein Match. In diesem Jahr gelang ihm mit dem Finaleinzug beim Juniorenwettbewerb der French Open, wo er im Endspiel dem US-Amerikaner Björn Fratangelo unterlag, sein bestes Ergebnis bei Junior-Grand-Slams. Zum Abschluss des Jahres gewann Thiem drei Juniorenturniere hintereinander, unter anderem den Orange Bowl gegen Ofner, und erreichte dort im Doppel ebenfalls das Finale. Insgesamt schaffte es Thiem Ende des Jahres bis auf Platz 2 der Junioren-Rangliste und konnte innerhalb von drei Jahren insgesamt elf Junioren-Turniere gewinnen.
Während dieser Zeit nahm er vereinzelt aber auch schon an Profiturnieren teil. Beim 2010 einmalig als Challenger ausgetragenen Turnier von Kitzbühel erhielt er eine Wildcard und konnte in drei Sätzen direkt sein erstes Profimatch gegen den damals auf Platz 252 liegenden Franzosen Alexandre Sidorenko gewinnen. Auch wenn er in der zweiten Runde ausschied, konnte er sich dadurch erstmals in der Herren-Weltrangliste platzieren. Er spielte danach einige Turniere auf der ITF Future Tour, wo er jedoch keine nennenswerten Erfolge erzielen konnte. 2011 erhielt er erneut eine Wildcard für das Turnier in Kitzbühel, das ab diesem Jahr wieder als ATP-250-Turnier ausgetragen wurde. Im Gegensatz zum Vorjahr unterlag er in der ersten Runde dem Spanier Daniel Gimeno Traver. Im September 2011 erhielt Thiem eine weitere Wildcard für die PTT Thailand Open in Bangkok, unterlag in der Auftaktrunde aber Jarkko Nieminen in drei Sätzen. Seine dritte Wildcard in derselben Saison erhielt er bei den Erste Bank Open in Wien. Dort gelang dem 18-jährigen Thiem sein erster Sieg auf der ATP-Tour im Spiel gegen den 44-jährigen Thomas Muster, der ebenfalls per Wildcard im Hauptfeld stand. In der zweiten Runde unterlag er dem Belgier Steve Darcis mit 2:6 und 2:6. Thiem erreichte in der Türkei im November 2011 zudem erstmals ein Finale eines Future-Turniers und beendete das Jahr auf Platz 708 der Herren-Weltrangliste.

### 2012 bis 2013: Erste zwei Jahre im Profitennis
In seinem ersten regulären Profijahr 2012 spielte Thiem weitestgehend auf der ITF Future Tour. Nachdem ihm in den ersten Monaten des Jahres noch keine größeren Erfolge gelungen waren, gewann er im Mai in Tschechien erstmals ein Future-Turnier. Für das ATP-Turnier in Kitzbühel erhielt er wie im Vorjahr eine Wildcard, unterlag in der ersten Runde aber Martin Kližan in drei Sätzen. Erstmals über die Qualifikation ins Hauptfeld eines Challenger-Turniers kam er im Oktober in Rennes, wo er bis ins Viertelfinale vorstieß.
Für das ATP-Turnier in Wien erhielt er erneut eine Wildcard; dort musste er sich nach gewonnener erster Runde gegen Lukáš Lacko in der zweiten Runde Marinko Matosevic geschlagen geben. Zum Jahresende gewann Thiem in Marokko zwei weitere Future-Titel und beendete das Jahr auf Platz 309 der Weltrangliste.
Das Jahr 2013 begann für Thiem nicht nach Wunsch. Probleme mit den Weisheitszähnen zwangen ihn zu einer ungewollten Pause und er verpasste so auch das Davis-Cup-Match zwischen Österreich und Kasachstan. Erst Mitte März kehrte Thiem zurück und erreichte prompt das Finale eines Future-Turniers in Kroatien, in der Woche darauf gewann er dort sein erstes Future-Turnier in diesem Jahr. Nach gescheiterten Versuchen in den Qualifikationen für die ATP-Turniere in Casablanca und Bukarest wurde Thiem Anfang Juni von einer Darmentzündung erneut außer Gefecht gesetzt. Mitte Juli feierte er sein Comeback bei einem Future-Turnier in Italien, bei dem er bis ins Finale vorstieß. Die Wildcard beim ATP-Turnier in Kitzbühel brachte ihn nach Siegen über Andrei Kusnezow und Jürgen Melzer bis ins Viertelfinale, wo er schließlich Albert Montañés unterlag. Sein ITF-Turniersieg in Este und der Finaleinzug beim Challenger-Turnier in Como brachten Thiem Anfang September schließlich erstmals unter die 200 besten Tennisspieler der Welt. Am 21. September gewann er im marokkanischen Kenitra seinen ersten Titel bei einem ATP-Challenger-Turnier. In Wien, wo er erneut mit einer Wildcard ausgestattet wurde, erreichte er das Viertelfinale und unterlag in drei Sätzen Jo-Wilfried Tsonga. Zum Jahresende gewann er in Casablanca seinen zweiten Challenger-Titel und verbesserte sich damit auf Platz 122 der Weltrangliste.

### 2014 bis 2015: Etablierung und Durchbruch auf der ATP Tour
Gleich zu Beginn des Jahres erreichte Thiem bei den Australian Open als Qualifikant die zweite Runde. Im Februar gelang ihm dann der erstmalige Einzug in die Top 100 der Tennisweltrangliste. Bei seinen ersten ATP-Masters-Turnieren in Indian Wells und Miami schaffte er den Sprung in die dritte bzw. zweite Runde. Somit kam Thiem zu seinem erstmaligen Einsatz im Davis Cup gegen die Slowakei, bei dem er sowohl sein Einzel- als auch sein Doppelmatch verlor. Beim ATP-Sandplatzturnier in Madrid erreichte er als Qualifikant die dritte Runde, wobei er unter anderem den an dritter Position gesetzten Stan Wawrinka besiegte.
Beim Turnier in Kitzbühel erreichte er unter anderem durch Siege gegen die beiden Vorjahresfinalisten Marcel Granollers und Juan Mónaco sein erstes World-Tour-Finale, verlor dieses jedoch gegen David Goffin in drei Sätzen. Bei den US Open erreichte Thiem nach Siegen über Lukáš Lacko und die gesetzten Ernests Gulbis und Feliciano López erstmals das Achtelfinale eines Grand-Slam-Turniers.
Nach vielen Rückschlägen am Anfang des Jahres 2015 und auch durch Verletzungen verlor er einige Ränge in der ATP-Weltrangliste. Am 23. Mai 2015 gelang ihm erstmals ein Triumph auf internationaler Ebene. Beim Turnier in Nizza gewann er gegen Leonardo Mayer seinen ersten Titel auf der ATP World Tour und erreichte dadurch in der Weltrangliste mit Rang 31 seine bis dahin beste Platzierung. Nach über einem Jahr Pause kam Thiem wieder im Davis Cup zum Einsatz. Beim Duell mit den Niederlanden in Kitzbühel unterlag er sowohl Thiemo de Bakker als auch dem zweifachen Kitzbühel-Sieger Robin Haase. 
Am 26. Juli 2015 gelang ihm sein zweiter Erfolg auf der World Tour. Er gewann das Finale in Umag gegen João Sousa und war dadurch erstmals unter den 25 Besten der Weltrangliste zu finden. Am 2. August 2015 gewann er in Gstaad seinen dritten Titel, nachdem er David Goffin im Finale mit 7:5 und 6:2 besiegt hatte.

### 2016: Erster ATP-500-Titel und Top-10-Aufstieg
Mit einem Sieg im Halbfinale gegen den topgesetzten Rafael Nadal schaffte es Thiem in Buenos Aires ins Finale gegen Nicolás Almagro, den er knapp mit 7:6 (7:2), 3:6, 7:6 (7:4) besiegte. 
Damit platzierte er sich erstmals unter den Top 15 der Weltrangliste. Kurz darauf gewann er in Acapulco nach einem Dreisatz-Finalsieg über Bernard Tomic seinen ersten Titel der Kategorie ATP World Tour 500.
Drei Wochen nach einer Finalniederlage gegen Philipp Kohlschreiber in München konnte Thiem in Nizza gegen Alexander Zverev erstmals einen Titel verteidigen. Bei den French Open feierte er seinen bis dahin größten Erfolg, indem er sich bis ins Halbfinale vorkämpfte, wo er sich dem Weltranglistenersten und späteren Turniersieger Novak Đoković in drei Sätzen geschlagen geben musste. Damit schaffte Thiem mit Rang sieben erstmals den Sprung unter die Top Ten der Weltrangliste. Beim folgenden Turnier in Stuttgart konnte er seinen Lauf fortsetzen. Im Semifinale besiegte er „Rasenkönig“ Roger Federer in drei Sätzen. 
Nach dem Match bezeichnete Thiem den Sieg als „glücklichsten Moment seines bisherigen Tennisjahres“.
Im Finale feierte er gegen Philipp Kohlschreiber einen Dreisatzerfolg und gewann damit als erster Österreicher überhaupt einen Titel auf Rasen.
In Wimbledon verlor er in der zweiten Runde gegen Jiří Veselý in drei Sätzen, alle Sätze gingen im Tiebreak verloren und Thiem bezeichnete diesen Umstand als „eine Niederlage im Elfmeterschießen“.
Im September erreichte er in Metz sein insgesamt sechstes Saisonfinale, verlor dort aber gegen Lucas Pouille. Am Ende der Saison qualifizierte er sich erstmals für die ATP World Tour Finals, schied aber nach einem Sieg gegen Gaël Monfils und zwei Niederlagen gegen Novak Đoković sowie Milos Raonic bereits in der Gruppenphase aus.

### 2017: Erneuter ATP-500-Titel und mehrere Finalteilnahmen
2017 erreichte Thiem zu Beginn bei den Australian Open erstmals das Achtelfinale. Wie im Vorjahr schied er in vier Sätzen gegen David Goffin aus. Die danach beginnende Sandplatzsaison startete für den Österreicher äußerst erfolgreich: Im Februar gewann er zunächst in Rio de Janeiro mit einem Zweisatzsieg gegen Pablo Carreño Busta seinen achten Karrieretitel. Ende April stand er dann im Finale von Barcelona, bei den darauf folgenden Masters in Madrid und Rom im Finale bzw. Halbfinale. In den Endspielen von Barcelona und Madrid unterlag er jeweils Rafael Nadal in zwei Sätzen, in Rom fügte er ihm im Viertelfinale mit 6:4, 6:3 dessen einzige Niederlage auf Sand in diesem Jahr zu. Das Halbfinale verlor Thiem dort mit 1:6, 0:6 dann aber in weniger als einer Stunde deutlich gegen Novak Đoković. Durch diese erfolgreichen Turniere egalisierte er Mitte Mai mit Rang sieben sein bisheriges Karrierehoch aus dem Vorjahr in der Weltrangliste.
Bei den French Open erreichte Thiem – nachdem er im Viertelfinale diesmal Đoković geschlagen hatte – zum zweiten Mal in Folge ein Grand-Slam-Halbfinale, scheiterte dort aber erneut am späteren Turniersieger Rafael Nadal. In Wimbledon erreichte er erstmals das Achtelfinale, das er in fünf Sätzen gegen Tomáš Berdych verlor. Bei den US Open zog er zum dritten Mal nach 2014 und 2016 ins Achtelfinale ein, das er ebenfalls in fünf Sätzen gegen Juan Martín del Potro verlor. Somit gehörte er in diesem Jahr bei allen vier Grand-Slam-Turnieren zu den besten 16 Spielern und qualifizierte sich wie im Vorjahr am Jahresende für die ATP Finals. Mit einem Sieg gegen Pablo Carreño Busta und zwei Niederlagen gegen den späteren Sieger Grigor Dimitrow sowie David Goffin kam er jedoch erneut nicht über die Vorrunde hinaus.

### 2018: Erstes Grand-Slam-Finale bei den French Open
Bei den Australian Open zu Beginn des Jahres zog Thiem wie im Vorjahr ins Achtelfinale ein, wo er in fünf Sätzen Tennys Sandgren unterlag. Wie in den beiden Jahren zuvor konnte er mit dem Turniersieg in Buenos Aires – dem zweiten Titel dort nach 2016 – auch in der Saison 2018 seinen ersten Titel der Saison bereits im Februar gewinnen. Er blieb im gesamten Turnier ohne Satzverlust und entschied das Finale mit 6:2, 6:4 gegen Aljaž Bedene für sich. Es folgten einige Viertelfinal-Niederlagen bei den ATP-500-Turnieren in Rio de Janeiro, Acapulco und Barcelona sowie eine deutliche Niederlage im Viertelfinale des Masters in Monte-Carlo gegen den späteren Turniersieger Rafael Nadal mit 0:6, 2:6. Besser lief es für Thiem Anfang Mai beim Masters in Madrid, wo er im Viertelfinale gegen den Vorjahressieger Nadal mit 7:5, 6:3 gewann und sich erst im Finale Alexander Zverev mit 4:6, 4:6 geschlagen geben musste. Beim Masters von Rom eine Woche später schied er jedoch bereits in der ersten Runde gegen Fabio Fognini aus.
Beim Turnier von Lyon Ende Mai in Vorbereitung auf die French Open gewann Thiem seinen zehnten Titel, nachdem er im Finale nach Satz- und Breakrückstand noch Gilles Simon mit 3:6, 7:6, 6:1 geschlagen hatte. Bei den French Open erreichte er dann erstmals in seiner Karriere das Finale eines Grand-Slam-Turniers, unter anderem durch einen Dreisatzsieg gegen Alexander Zverev im Viertelfinale. Im Finale unterlag er Rafael Nadal zwar deutlich in drei Sätzen, rückte in der Weltrangliste durch den Finaleinzug aber wieder auf Rang sieben vor. Bei den US Open zog er zum ersten Mal ins Viertelfinale ein, das er erneut gegen Rafael Nadal verlor – diesmal allerdings erst nach 4 Stunden und 49 Minuten in fünf Sätzen mit 6:0, 4:6, 5:7, 7:6, 6:7. 
Im September gewann er das Turnier von Sankt Petersburg mit einem Zweisatzsieg gegen Martin Kližan, beim Masters von Paris-Bercy Anfang November unterlag er im Halbfinale dem späteren Turniersieger Karen Chatschanow in zwei Sätzen. Bei den ATP Finals zum Saisonabschluss schied er nach einem Sieg gegen Kei Nishikori und zwei Niederlagen gegen Kevin Anderson sowie Roger Federer zum dritten Mal nacheinander in der Gruppenphase aus und beendete die Saison damit auf dem achten Rang der Weltrangliste.

### 2019: Erster Masters-Titel und Doppel-Triumph in der Heimat
Die Saison 2019 begann für Thiem eher mäßig. Bei den Australian Open musste er in der zweiten Runde gegen Alexei Popyrin im dritten Satz aufgeben. Beim Turnier von Buenos Aires kam er bis ins Halbfinale, verlor dort aber nach einem gewonnenen ersten Satz noch gegen Diego Schwartzman. Beim ATP-500-Turnier in Rio de Janeiro scheiterte er bereits in der ersten Runde, er verlor in zwei Sätzen gegen den späteren Turniersieger Laslo Đere. 
Deutlich erfolgreicher verlief danach jedoch das Masters in Indian Wells, wo er Roger Federer im Finale mit 3:6, 6:3, 7:5 besiegte und damit seinen ersten Masters-Titel gewann. Zwei weniger erfolgreichen Masters in Miami und Monte Carlo folgte mit dem Sieg beim ATP-500-Turnier in Barcelona der zweite Titel der Saison. Thiem gab dort in allen seinen fünf gespielten Partien keinen Satz ab; im Halbfinale besiegte er Nadal, im Finale setzte er sich gegen Daniil Medwedew durch.
Wenige Wochen nach dem Masters-Titel von Indian Wells gab Thiem die Trennung von Langzeittrainer Günter Bresnik bekannt. Dessen Platz nahm Nicolás Massú ein, zweifacher Olympiasieger von Athen 2004, der bereits zuvor als Touring-Coach engagiert worden war. Neuer Manager wurde Herwig Straka.
Beim Masters in Madrid Anfang Mai gewann er erneut gegen Roger Federer, dieses Mal im Viertelfinale in drei Sätzen mit 3:6, 7:6 (13:11), 6:4. Im Halbfinale unterlag er dann aber dem späteren Turniersieger Novak Đoković in zwei Sätzen jeweils im Tie-Break. Mit seinem Partner Diego Schwartzman stand er außerdem – wie schon gut drei Monate zuvor in Buenos Aires – im Finale des Doppelwettbewerbs. Beim Masters in Rom eine Woche später schied er hingegen schon nach seiner ersten Partie gegen Fernando Verdasco aus. Bei den French Open 2019 erreichte Thiem zum zweiten Mal in seiner Karriere das Finale in einem Grand-Slam-Turnier – nach einem Halbfinalsieg gegen Novak Đoković in einer mehrfach unterbrochenen Partie über zwei Tage mit 6:2, 3:6, 7:5, 5:7, 7:5. 
Im Finale unterlag er dann erneut Rafael Nadal, diesmal in vier Sätzen (3:6, 7:5, 1:6, 1:6). Wenig erfolgreich verliefen hingegen die verbleibenden Grand-Slam-Turniere, sowohl in Wimbledon als auch New York scheiterte Thiem bereits in der ersten Runde.
Am 3. August 2019 schlug er beim ATP-250-Turnier in Kitzbühel den Spanier Albert Ramos Viñolas in zwei Sätzen und konnte damit erstmals ein ATP-Turnier in seinem Heimatland gewinnen. 
Am 27. Oktober 2019 siegte er auch bei den Erste Bank Open in Wien, diesmal in drei Sätzen gegen Diego Schwartzman. Damit erzielte er als erster Spieler seines Landes Turniersiege in beiden österreichischen Turnieren und ist zudem der erste Spieler, der beide Turniere im selben Jahr gewinnen konnte. Bei den ATP-Finals in London erreichte er 2019 nach Vorrundensiegen über Novak Đoković und Roger Federer erstmals das Halbfinale, das er in zwei Sätzen gegen Vorjahressieger Alexander Zverev gewann. Im Finale von London musste er sich dann in drei Sätzen Stefanos Tsitsipas geschlagen geben, gegen den er gut einen Monat zuvor noch das Finale des Turniers von Peking in drei Sätzen gewonnen hatte.
Erstmals in seiner Karriere konnte Thiem somit fünf Turniere innerhalb einer Saison für sich entscheiden und beendete die Saison auf Platz fünf der Weltrangliste.

### 2020: Australian-Open-Finale und US-Open-Sieg
Beim im Jänner 2020 erstmals ausgetragenen ATP Cup vertrat er Österreich in den Einzelspielen; in der Gruppenphase verlor er gegen Kroatiens Borna Ćorić in drei Sätzen, gewann gegen Argentiniens Diego Schwartzman in zwei Sätzen und verlor gegen Polens Hubert Hurkacz im Tiebreak des dritten Satzes. Österreich wurde letzter der Gruppe E und verpasste den Aufstieg in die Finalrunde der besten acht teilnehmenden Nationen.
Im Rahmen der Australian Open wurde die erst im selben Jahr begonnene Zusammenarbeit mit Thomas Muster als wieder beendet erklärt. Ungeachtet dessen erreichte Thiem erstmals das Finale bei dem Turnier, wo er Novak Đoković in fünf Sätzen unterlag. 
Zuvor hatte Thiem u. a. Rafael Nadal und Alexander Zverev in jeweils vier Sätzen besiegt. 
In der Weltrangliste rückte er wieder auf Rang vier vor.
Anfang März stieg Thiem zu seinem besten Karriere-Ranking auf und löste Roger Federer als Nummer drei der Weltrangliste ab. Da seit März durch die weltweite COVID-19-Pandemie keine Turniere mehr ausgetragen und die Weltrangliste eingefroren wurde, behielt Thiem diese Position bis August 2020 bei. 
Die ATP musste aus diesem Grund den Turnierplan für die Saison 2020 vollständig umwerfen, so fand unmittelbar vor den US Open in New York das Masters von Cincinnati statt, wo Thiem nach einem Freilos in der ersten Runde aber bereits in der zweiten Runde Filip Krajinović recht deutlich mit 2:6 und 1:6 unterlag. 
Nach der verpatzten Generalprobe spielte er sich bei den darauf folgenden US Open ins Finale und besiegte auf dem Weg dorthin Marin Čilić, Alex de Minaur und den Vorjahresfinalisten Daniil Medwedew. Roger Federer und Rafael Nadal hatten das Turnier verletzungsbedingt bzw. aufgrund der Pandemie abgesagt, und so wurde Thiem als Nummer zwei für das Turnier gesetzt. Im Finale traf Dominic Thiem auf Alexander Zverev und gewann nach 0:2-Rückstand noch in fünf Sätzen seinen ersten Grand-Slam-Titel. 
Bei den ATP Finals in London gewann er in der Gruppe zwei von drei Matches und schlug im Halbfinale Đoković in einem engen Match, bevor er dann im Finale in drei Sätzen gegen Daniil Medwedew den Kürzeren zog. Das Jahr beendete Thiem auf Weltranglistenplatz drei, seiner höchsten Platzierung zum Jahresende. Das Jahr 2020 gilt mit dem ersten Grand-Slam-Titel als das erfolgreichste in Thiems Karriere.

### 2021: Ausbleibende Erfolge und Verletzung
Zu Jahresbeginn vertrat er wieder Österreich im ATP Cup; er verlor sein erstes Einzel gegen den Italiener Matteo Berrettini, gewann dann aber das zweite gegen den Franzosen Benoît Paire. Das reichte jedoch nicht für die Finalrunde der besten vier. Bei den Australian Open hatte er in der dritten Runde Mühe, gegen Nick Kyrgios in fünf Sätzen das Achtelfinale zu erreichen. Gegen Grigor Dimitrow verlor er in drei Sätzen und schied aus. In Doha schied er im Viertelfinale gegen Roberto Bautista Agut aus, in Dubai bereits in seinem ersten Match gegen Lloyd Harris. Beim Masters in Madrid erreichte er das Semifinale und schied dort gegen Alexander Zverev aus. Beim Masters in Rom war das Achtelfinale gegen Lorenzo Sonego sein zweites und letztes Match. Beim Turnier in Lyon schied er bereits in seinem ersten Match gegen Cameron Norrie aus, ebenso bei den French Open gegen Pablo Andújar (damals Nummer 68 der Weltrangliste). Sein letztes Match im Jahr 2021 spielte er im Juni in Mallorca auf Rasen gegen Adrian Mannarino; bei 5:2-Führung im ersten Satz verletzte er sich am Handgelenk und gab auf. Alle Versuche, im zweiten Halbjahr ein Comeback zu geben, wurden verworfen.

### 2022 bis 2024: Comeback, Formsuche und Karriereende
Nach 280 Tagen Verletzungspause gab Thiem im März 2022 beim Sandplatz-Challenger in Marbella sein Comeback, musste sich aber in Runde 1 dem Argentinier Pedro Cachín mit 3:6 und 4:6 geschlagen geben. Nur einen Tag später gab er seine Erkrankung an COVID-19 bekannt. Nach seiner Genesung nahm Thiem im April an ATP-Turnieren in Belgrad und Estoril teil. Dort war für ihn nach der Auftaktrunde Schluss. Anfang Mai scheiterte Thiem bei den Madrid Open abermals zum Auftakt an Andy Murray. 
Nach über acht Jahren in den Top 100 der Tennisweltrangliste fiel Thiem am 9. Mai erstmals wieder aus den Top 100.
Der Auftakt ins Turnierjahr 2023 war von vielen frühen Niederlagen geprägt. Beim Turnier in Adelaide im Januar war für ihn in der ersten Qualifikationsrunde Schluss. Für die Australian Open erhielt Thiem eine Wildcard, schied aber in der ersten Hauptrunde aus. Im Davis Cup gegen Kroatien konnte Thiem ebenfalls keine seiner zwei Partien gewinnen. 
Mitte Februar 2023 feierte er schließlich beim Turnier in Buenos Aires in der Auftaktrunde gegen Alex Molčan seinen ersten Sieg seit Oktober 2022, verlor aber das anschließende Achtelfinale. 
Beim Turnier in Rio de Janeiro musste sich Thiem in der ersten Runde Thiago Monteiro geschlagen geben. Nach seinem darauffolgenden Erstrunden-Aus beim Turnier in Santiago sprach Thiem erstmals von mentalen Problemen. 
Anfang März 2023 fiel er wie im Vorjahr aus den Top 100. Auch beim Turnier in Indian Wells, für das Thiem eine Wildcard erhalten hatte, schied er in der ersten Runde aus. Anfang April 2023 gab Thiem die Trennung von Trainer Nicolás Massú bekannt und er wurde fortan von Benjamin Ebrahimzadeh betreut. Zudem setzt Thiem seit April auch auf einen Mentaltrainer.
Im Jänner 2024 gab der 30-Jährige den Verzicht auf einen Start bei der US-Tour sowie die Trennung von seinem Trainer Ebrahimzadeh bekannt.
Im Mai 2024 gab Thiem bekannt, Ende Saison zurücktreten zu wollen. Als Grund nannte er unter anderem sein verletztes Handgelenk.
Als ehemaliger US-Open-Sieger erhielt er für die US Open 2024 eine Wildcard. Bei seiner letzten Teilnahme an einem Grand-Slam-Turnier unterlag er in der ersten Runde Ben Shelton mit 4:6, 2:6 und 2:6.
In Wien bestritt er sein letztes Turnier, er unterlag in der ersten Runde Luciano Darderi mit 6:7 (6:8), 2:6.

### Davis Cup
Thiem spielt seit 2014 für die österreichische Davis-Cup-Mannschaft und hat dort eine Bilanz von 10:8 (davon 9:6 im Einzel und 1:2 im Doppel).

## Erfolge
| Legende (Anzahl der Siege) |
| Grand Slam (1)             |
| ATP Finals                 |
| ATP Tour Masters 1000 (1)  |
| ATP Tour 500 (5)           |
| ATP Tour 250 (10)          |
| ATP Challenger Tour (2)    |

| ATP-Titel nach Belag |
| Hartplatz (6)        |
| Sand (10)            |
| Rasen (1)            |

### Einzel

#### Turniersiege

##### ATP Tour
| Nr. | Datum              | Turnier          | Belag         | Finalgegner           | Ergebnis                 |
| --- | ------------------ | ---------------- | ------------- | --------------------- | ------------------------ |
| 1.  | 23. Mai 2015       | Nizza (1)        | Sand          | Leonardo Mayer        | 6:78, 7:5, 7:62          |
| 2.  | 26. Juli 2015      | Umag             | Sand          | João Sousa            | 6:4, 6:1                 |
| 3.  | 2. August 2015     | Gstaad           | Sand          | David Goffin          | 7:5, 6:2                 |
| 4.  | 14. Februar 2016   | Buenos Aires (1) | Sand          | Nicolás Almagro       | 7:62, 3:6, 7:64          |
| 5.  | 28. Februar 2016   | Acapulco         | Hartplatz     | Bernard Tomic         | 7:66, 4:6, 6:3           |
| 6.  | 21. Mai 2016       | Nizza (2)        | Sand          | Alexander Zverev      | 6:4, 3:6, 6:0            |
| 7.  | 13. Juni 2016      | Stuttgart        | Rasen         | Philipp Kohlschreiber | 6:72, 6:4, 6:4           |
| 8.  | 26. Februar 2017   | Rio de Janeiro   | Sand          | Pablo Carreño Busta   | 7:5, 6:4                 |
| 9.  | 18. Februar 2018   | Buenos Aires (2) | Sand          | Aljaž Bedene          | 6:2, 6:4                 |
| 10. | 26. Mai 2018       | Lyon             | Sand          | Gilles Simon          | 3:6, 7:61, 6:1           |
| 11. | 23. September 2018 | St. Petersburg   | Hartplatz (i) | Martin Kližan         | 6:3, 6:1                 |
| 12. | 17. März 2019      | Indian Wells     | Hartplatz     | Roger Federer         | 3:6, 6:3, 7:5            |
| 13. | 28. April 2019     | Barcelona        | Sand          | Daniil Medwedew       | 6:4, 6:0                 |
| 14. | 3. August 2019     | Kitzbühel        | Sand          | Albert Ramos Viñolas  | 7:60, 6:1                |
| 15. | 6. Oktober 2019    | Peking           | Hartplatz     | Stefanos Tsitsipas    | 3:6, 6:4, 6:1            |
| 16. | 27. Oktober 2019   | Wien             | Hartplatz (i) | Diego Schwartzman     | 3:6, 6:4, 6:3            |
| 17. | 14. September 2020 | US Open          | Hartplatz     | Alexander Zverev      | 2:6, 4:6, 6:4, 6:3, 7:66 |

##### ATP Challenger Tour
| Nr. | Datum              | Turnier    | Belag | Finalgegner          | Ergebnis         |
| --- | ------------------ | ---------- | ----- | -------------------- | ---------------- |
| 1.  | 21. September 2013 | Kenitra    | Sand  | Teimuras Gabaschwili | 7:64, 5:1 aufgg. |
| 2.  | 2. November 2013   | Casablanca | Sand  | Potito Starace       | 6:2, 7:5         |

#### Finalteilnahmen
| Nr. | Datum              | Turnier         | Belag         | Finalgegner           | Ergebnis                |
| --- | ------------------ | --------------- | ------------- | --------------------- | ----------------------- |
| 1.  | 2. August 2014     | Kitzbühel (1)   | Sand          | David Goffin          | 6:4, 1:6, 3:6           |
| 2.  | 1. Mai 2016        | München         | Sand          | Philipp Kohlschreiber | 6:77, 6:4, 6:74         |
| 3.  | 25. September 2016 | Metz            | Hartplatz (i) | Lucas Pouille         | 6:75, 2:6               |
| 4.  | 30. April 2017     | Barcelona       | Sand          | Rafael Nadal          | 4:6, 1:6                |
| 5.  | 14. Mai 2017       | Madrid (1)      | Sand          | Rafael Nadal          | 6:78, 4:6               |
| 6.  | 13. Mai 2018       | Madrid (2)      | Sand          | Alexander Zverev      | 4:6, 4:6                |
| 7.  | 10. Juni 2018      | French Open (1) | Sand          | Rafael Nadal          | 4:6, 3:6, 2:6           |
| 8.  | 9. Juni 2019       | French Open (2) | Sand          | Rafael Nadal          | 3:6, 7:5, 1:6, 1:6      |
| 9.  | 17. November 2019  | London (1)      | Hartplatz (i) | Stefanos Tsitsipas    | 7:68, 2:6, 6:74         |
| 10. | 2. Februar 2020    | Australian Open | Hartplatz     | Novak Đoković         | 4:6, 6:4, 6:2, 3:6, 4:6 |
| 11. | 22. November 2020  | London (2)      | Hartplatz (i) | Daniil Medwedew       | 6:4, 6:72, 4:6          |
| 12. | 5. August 2023     | Kitzbühel (2)   | Sand          | Sebastián Báez        | 3:6, 1:6                |

### Doppel

#### Finalteilnahmen
| Nr. | Datum            | Turnier      | Belag | Partner           | Finalgegner                      | Ergebnis         |
| --- | ---------------- | ------------ | ----- | ----------------- | -------------------------------- | ---------------- |
| 1.  | 23. Juli 2016    | Kitzbühel    | Sand  | Dennis Novak      | Wesley Koolhof Matwé Middelkoop  | 6:2, 3:6, [9:11] |
| 2.  | 17. Februar 2019 | Buenos Aires | Sand  | Diego Schwartzman | Máximo González Horacio Zeballos | 1:6, 1:6         |
| 3.  | 12. Mai 2019     | Madrid       | Sand  | Diego Schwartzman | Jean-Julien Rojer Horia Tecău    | 2:6, 3:6         |

## Bilanz

### Einzel
| Turnier                      | 2024 | 2023  | 2022              | 2021              | 2020              | 2019              | 2018              | 2017              | 2016  | 2015              | 2014              | 2013              | 2012 | 2011  | 2010  | Gesamt  |
| ---------------------------- | ---- | ----- | ----------------- | ----------------- | ----------------- | ----------------- | ----------------- | ----------------- | ----- | ----------------- | ----------------- | ----------------- | ---- | ----- | ----- | ------- |
| Australian Open              | 1R   | 1R    | –                 | AF                | F                 | 2R                | AF                | AF                | 3R    | 1R                | 2R                | –                 | –    | –     | –     | 0       |
| French Open                  | –    | 1R    | 1R                | 1R                | VF                | F                 | F                 | HF                | HF    | 2R                | 2R                | –                 | –    | –     | –     | 0       |
| Wimbledon                    | –    | 1R    | –                 | –                 | n. a.             | 1R                | 1R                | AF                | 2R    | 2R                | 1R                | –                 | –    | –     | –     | 0       |
| US Open                      | 1R   | 2R    | 1R                | –                 | S                 | 1R                | VF                | AF                | AF    | 3R                | AF                | –                 | –    | –     | –     | 1       |
| ATP Finals                   | –    | –     | –                 | –                 | F                 | F                 | RR                | RR                | RR    | –                 | –                 | –                 | –    | –     | –     | 0       |
| Indian Wells Masters         | –    | 1R    | –                 | –                 | n. a.             | S                 | 2R                | VF                | AF    | 1R                | 3R                | –                 | –    | –     | –     | 1       |
| Miami Masters                | –    | 1R    | –                 | –                 | n. a.             | 2R                | –                 | 2R                | AF    | VF                | 2R                | –                 | –    | –     | –     | 0       |
| Monte Carlo Masters          | –    | 2R    | –                 | –                 | n. a.             | AF                | VF                | AF                | AF    | 1R                | 1R                | –                 | –    | –     | –     | 0       |
| Madrid Masters               | –    | 2R    | 1R                | HF                | n. a.             | HF                | F                 | F                 | 1R    | –                 | AF                | –                 | –    | –     | –     | 0       |
| Rom Masters                  | –    | –     | 1R                | 3R                | –                 | 2R                | 2R                | HF                | VF    | AF                | –                 | –                 | –    | –     | –     | 0       |
| Kanada Masters               | –    | –     | –                 | –                 | n. a.             | VF                | 2R                | 2R                | 1R    | 1R                | 1R                | –                 | –    | –     | –     | 0       |
| Cincinnati Masters           | –    | –     | −                 | −                 | 2R                | −                 | –                 | VF                | VF    | –                 | 1R                | –                 | –    | –     | –     | 0       |
| Shanghai Masters             | –    | –     | nicht ausgetragen | nicht ausgetragen | nicht ausgetragen | VF                | 2R                | 2R                | –     | 2R                | 2R                | –                 | –    | –     | –     | 0       |
| Paris Masters                | –    | 2R    | –                 | –                 | –                 | AF                | HF                | AF                | 2R    | 2R                | 2R                | –                 | –    | –     | –     | 0       |
| Olympische Spiele            | –    | n. a. | n. a.             | –                 | nicht ausgetragen | nicht ausgetragen | nicht ausgetragen | nicht ausgetragen | –     | nicht ausgetragen | nicht ausgetragen | nicht ausgetragen | –    | n. a. | n. a. | 0       |
| Davis Cup                    | –    | Q     | –                 | –                 | n. a.             | Q                 | K1                | K1                | K1    | K1                | K1                | –                 | –    | –     | –     | 0       |
| Turnierteilnahmen4           | 9    | 22    | 16                | 8                 | 7                 | 21                | 23                | 27                | 27    | 29                | 23                | 2                 | 2    | 3     | 0     | 219     |
| Erreichte Finals             | 0    | 1     | 0                 | 0                 | 3                 | 7                 | 5                 | 3                 | 6     | 3                 | 1                 | 0                 | 0    | 0     | 0     | 29      |
| Gewonnene Einzel-Titel       | 0    | 0     | 0                 | 0                 | 1                 | 5                 | 3                 | 1                 | 4     | 3                 | 0                 | 0                 | 0    | 0     | 0     | 17      |
| Hartplatz-Siege/-Niederlagen | 1:4  | 6:11  | 11:7              | 5:4               | 19:7              | 26:11             | 23:10             | 21:19             | 26:14 | 14:16             | 10:14             | 2:1               | 1:2  | 1:2   | 0:0   | 167:122 |
| Sand-Siege/-Niederlagen      | 1:4  | 13:11 | 7:9               | 4:4               | 6:2               | 23:7              | 30:8              | 24:5              | 25:8  | 20:8              | 12:7              | 2:1               | 0:0  | 0:1   | 0:0   | 167:75  |
| Rasen-Siege/-Niederlagen     | 0:1  | 0:2   | 0:0               | 0:1               | 0:0               | 0:1               | 1:2               | 4:3               | 7:2   | 2:4               | 0:2               | 0:0               | 0:0  | 0:0   | 0:0   | 14:18   |
| Gesamt-Siege/-Niederlagen4   | 2:9  | 19:24 | 18:16             | 9:9               | 25:9              | 49:19             | 54:20             | 50:27             | 58:24 | 36:28             | 22:23             | 4:2               | 1:2  | 1:3   | 0:0   | 348:215 |
| Jahresendposition            | 518  | 98    | 105               | 15                | 3                 | 4                 | 8                 | 5                 | 8     | 20                | 39                | 139               | 309  | 638   | 921   | N/A     |

Zeichenerklärung: S = Turniersieg; F, HF, VF, AF = Einzug ins Finale / Halbfinale / Viertelfinale / Achtelfinale; 1R, 2R, 3R = Ausscheiden in der 1. / 2. / 3. Hauptrunde; RR = Round Robin (Gruppenphase);
PO = Playoff (Auf- und Abstiegsrunde in der Davis-Cup-Weltgruppe); n. a. = Turnier wurde in dem Jahr nicht ausgetragen
1 Das Turnier von Hamburg ist seit 2009 nicht mehr Teil der Masters-Serie.

2 Das Turnier von Stockholm fand nur von 1990 bis 1995 als Masters-Turnier statt.

3 Das Turnier von Stuttgart fand 1995 einmal in Essen statt und war davor nicht Teil der Masters-Serie.

4 Hier gelten nur – wie auch bei bei Finalteilnahmen und gewonnenen Titeln – Turniere der ATP Tour sowie die vier Grand-Slam-Turniere und die ATP Finals; d. h. keine Challenger- und Future-Turniere oder Mannschaftswettbewerbe (Davis Cup oder World Team Cup).
4 Letztere zählen jedoch in den Sieg/Niederlagen-Statistiken rein. Kurzfristige Rücktritte vom Match zählen weder zu den Turnierteilnahmen (wenn in der ersten Runde) noch zur Siegesbilanz.

### Doppel
| Turnier1                   | 2023 | 2022 | 2021 | 2020  | 2019 | 2018 | 2017 | 2016  | 2015 | 2014 | 2013 | 2012 | 2011 | Gesamt |
| -------------------------- | ---- | ---- | ---- | ----- | ---- | ---- | ---- | ----- | ---- | ---- | ---- | ---- | ---- | ------ |
| Australian Open            | –    | –    | –    | –     | –    | –    | –    | 2R    | 1R   | –    | –    | –    | –    | 2R     |
| French Open                | –    | –    | –    | –     | –    | –    | –    | 1R    | 1R   | 1R   | –    | –    | –    | 1R     |
| Wimbledon                  | –    | –    | –    | n. a. | –    | –    | –    | –     | –    | 2R   | –    | –    | –    | 2R     |
| US Open                    | –    | –    | –    | –     | –    | –    | –    | 2R    | 1R   | 2R   | –    | –    | –    | 2R     |
| Gewonnene Doppel-Titel     | 0    | 0    | 0    | 0     | 0    | 0    | 0    | 0     | 0    | 0    | 0    | 0    | 0    | 0      |
| Gesamt-Siege/-Niederlagen2 | 1:6  | 0:0  | 0:1  | 0:1   | 9:8  | 6:7  | 3:13 | 12:17 | 4:16 | 3:7  | 2:1  | 0:0  | 0:1  | 40:80  |
| Jahresendposition          | 876  | –    | 227  | 112   | 78   | 195  | 269  | 94    | 257  | 257  | 428  | 685  | –    | N/A    |

## Privates
Dominic Thiem war von Anfang 2017 bis Ende 2019 mit der französischen Tennisspielerin Kristina Mladenovic liiert. Anfang Jänner 2021 machte er seine Beziehung zur Artistin und Gewinnerin der 13. Staffel von Let’s Dance 2020 Lili Paul-Roncalli öffentlich.
Sein jüngerer Bruder Moritz (* 1999) ist ebenfalls Tennisprofi.
Im Zuge der Diskussion um finanzielle Unterstützung schlecht platzierter Tennisspieler aufgrund der Auswirkungen der COVID-19-Pandemie nahm Thiem eine ablehnende Haltung ein und erklärte: „Ich würde nicht einsehen, warum ich solchen Leuten Geld schenken sollte. Ich spende lieber an Leute oder Institutionen, die es wirklich brauchen.“ Weiter erklärte er: „Keiner von uns Top-Leuten hat das geschenkt bekommen. Wir mussten uns alle hochkämpfen. Ich habe in keinem Beruf die Garantie, irgendwann einmal richtig viel Geld damit zu verdienen. Es kämpft kein Tennisspieler, auch nicht die, die weiter unten stehen, ums Überleben. Es muss keiner verhungern.“
2016 übernahm Dominic Thiem die Patenschaft der Ameisenbärin Ilse im Tiergarten Schönbrunn. Nachdem diese verstorben war, wurde er 2020 Pate des Koala-Jungtiers – das erste in der Geschichte des Wiener Zoos.

## Sonstige Auszeichnungen
- 2016: Silbernes Ehrenzeichen für Verdienste um die Republik Österreich
- 2020: Österreichs Sportler des Jahres
- 2021: Nominierung für den Durchbruch des Jahres durch die Laureus Stiftung[39]
- 2024: Österreichs Sportler des Jahres: Special Award[40]